# Algenblüte

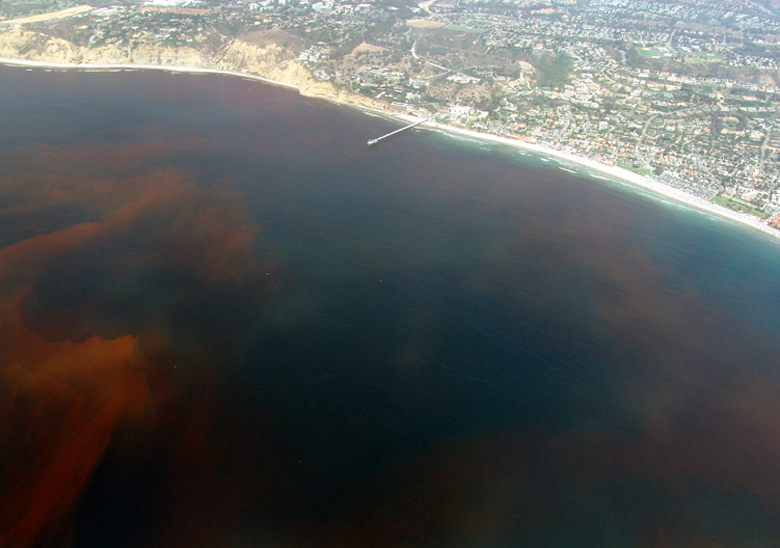
Rote Flut vor der Küste San Diegos

Als Algenblüte (gelegentlich auch Wasserblüte oder Algenpest) bezeichnet man eine plötzliche, massenhafte Vermehrung von (Mikro-)Algen oder Cyanobakterien (Blaualgen) in einem Gewässer. Durch die Algenblüte färbt sich die Wasseroberfläche grün, in besonderen Fällen auch blau, rot (Rote Flut oder Rote Tide, englisch red tide) oder braun (Braune Tide, engl. brown tide), das Wasser wird trüb und „wolkig“. Ursache ist meist eine Überdüngung des Gewässers mit Phosphat. Der englische Ausdruck red tide, übersetzt zu Rote Tide, wird dabei oft für Algenblüten allgemein, unabhängig von der konkreten Verfärbung, verwendet, also nicht nur bei roter Färbung.

## Beschreibung

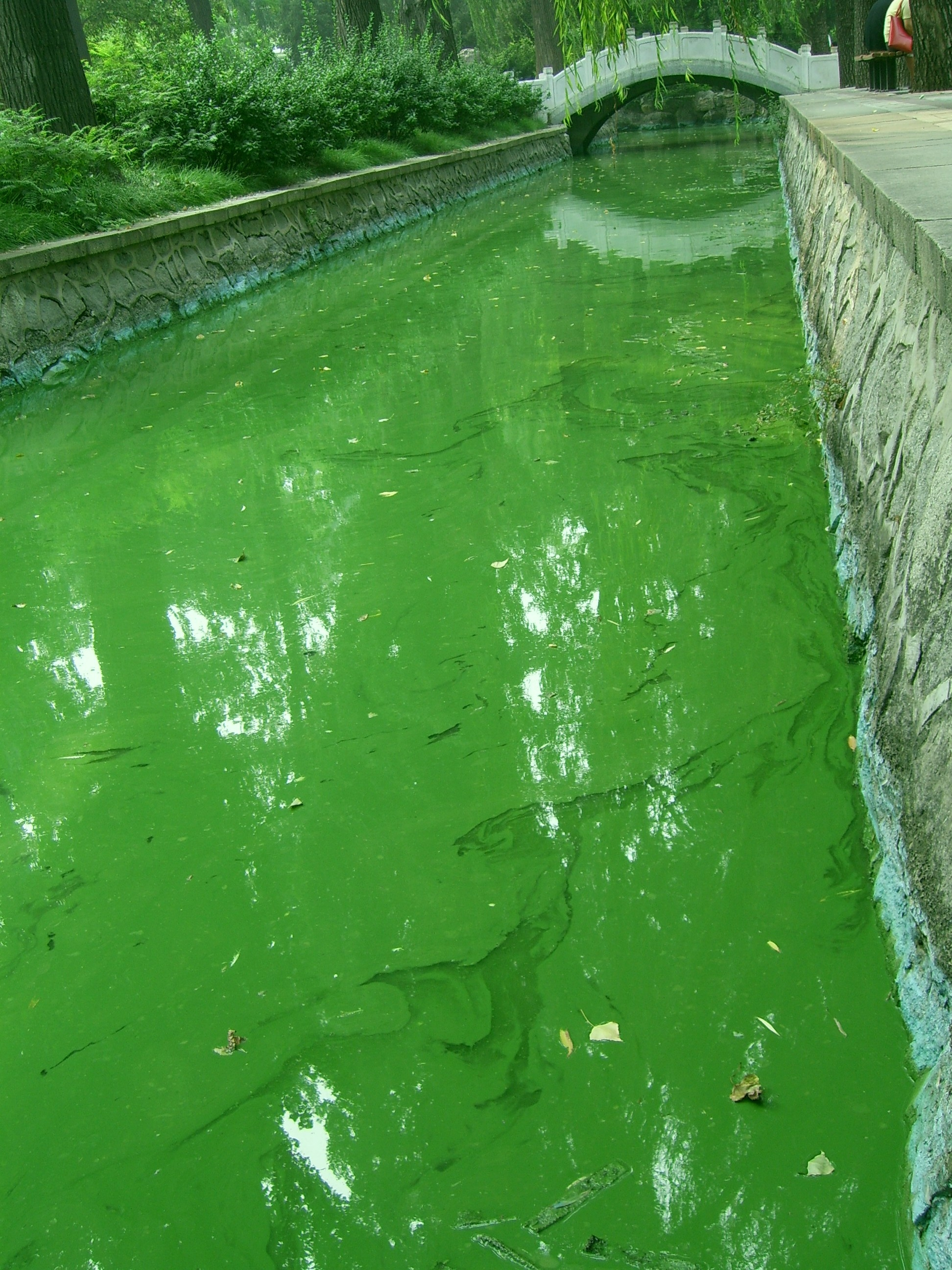
Grüne Algenblüte

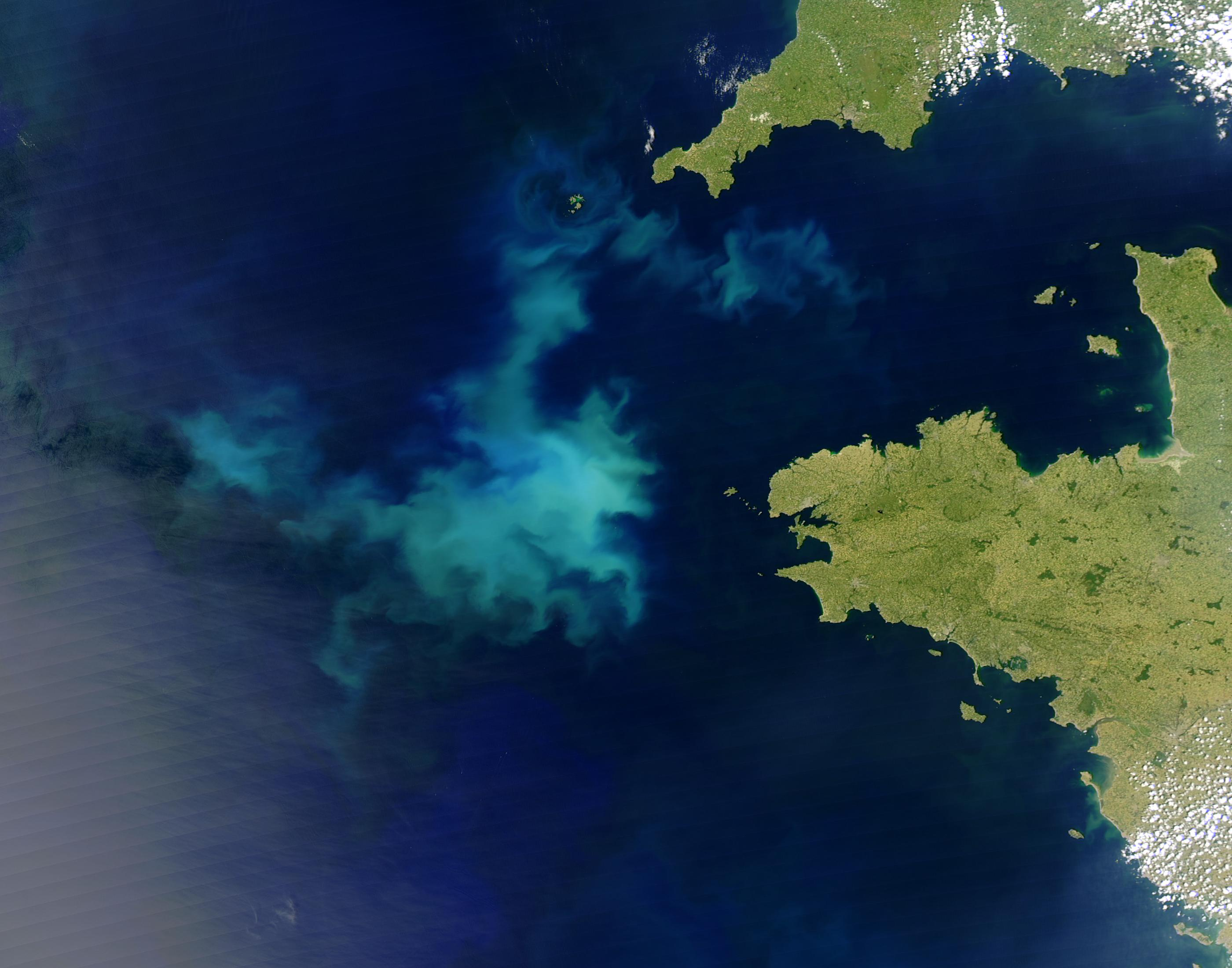
Algenblüte im Atlantik

Im engeren Sinn spricht man von Algenblüten bei der Massenentwicklung jeweils einer einzelnen (Mikro-)Algenart bzw. Cyanobakterienart, die sich durch ihre Fähigkeit auszeichnet, sich unmittelbar an oder unter der Wasseroberfläche anzusammeln.
Das kann, wie bei verschiedenen Cyanobakterienarten (Microcystis sp., Oscillatoria sp., Anabaena sp. etc.), durch Auftrieb geschehen oder, wie bei etlichen begeißelten Algenarten (Karenia brevis, Euglena sp., Oocystis sp. etc.), durch aktives Aufsuchen der Oberfläche.
Während der Heterokont Aureococcus anophagefferens braune Tiden verursacht, kann das Augentierchen Euglena sanguinea bei einem solchen Ereignis die Oberfläche feuerrot färben, eine Oscillatoria-Art (O. rubescens) blut- bis himbeerrot, eine Microcystis-Art himmelblau. Die Bezeichnung „Blüte“ liegt dann nahe.
Bei Algenblüten wird das Licht bereits an der Oberfläche stark geschwächt, so dass nur noch bis zu geringen Tiefen ausreichend Licht für die Photosynthese vorhanden ist. Darunter wird sowohl durch die absinkenden Algen als auch durch die vermehrt wachsenden Konsumenten Sauerstoff verbraucht. Näheres hierzu siehe bei Ökosystem See und bei Eutrophierung.
Darüber hinaus produzieren die Algen und Cyanobakterien häufig toxische Substanzen, die für Lebewesen im See und auch Badende gefährlich sein können (zum Beispiel Algentoxine und Microcystine). Bei der Massenvermehrung toxischer Algen spricht man von einer schädlichen Algenblüte (englisch harmful algal bloom, kurz HAB) oder toxischen Algenblüte.

## Aktuelle Entwicklungen

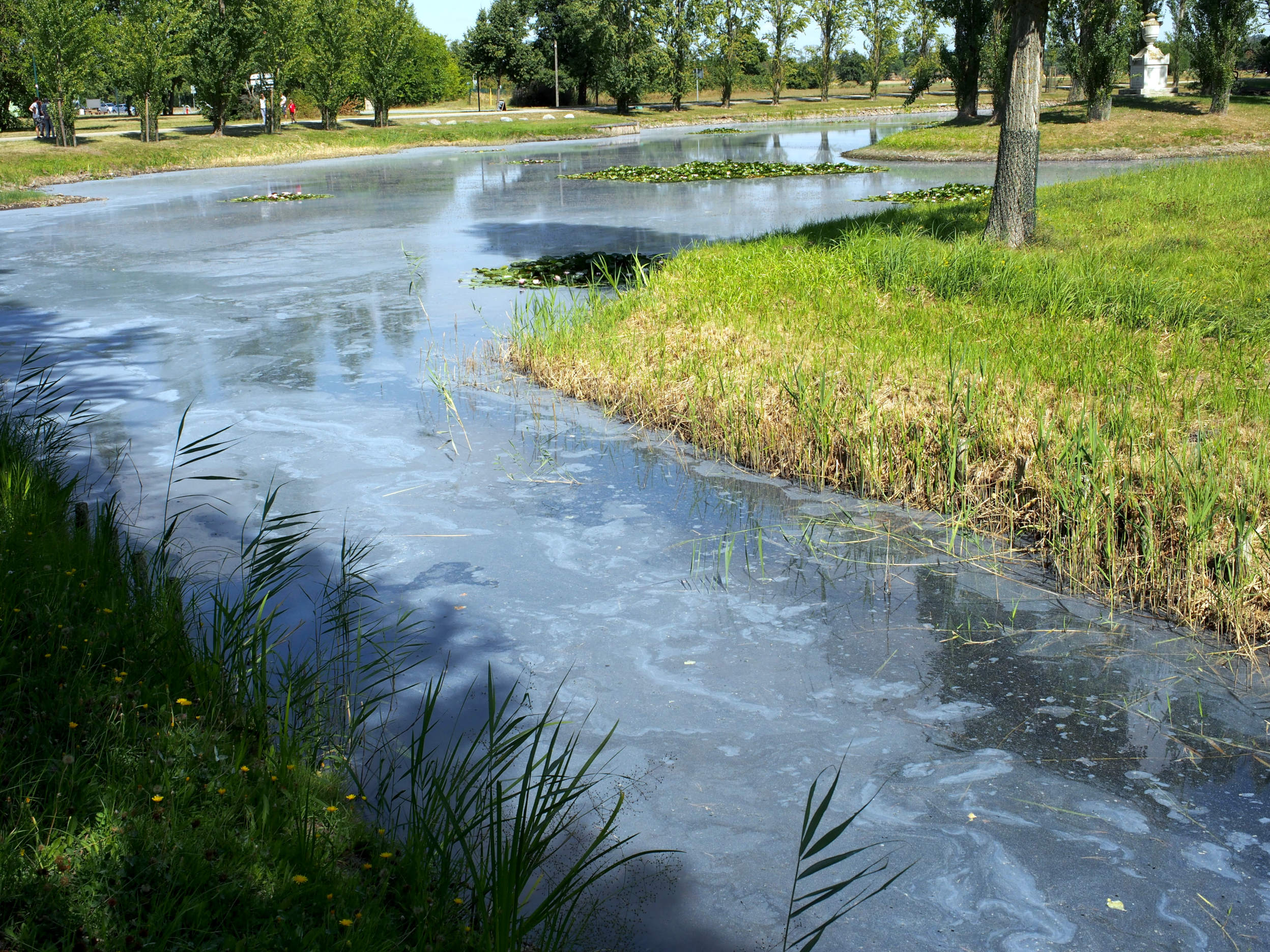
Blaue Algenblüte auf dem Wörlitzer See

Großskalige Algenblüten in Ozeanen gehen auf nährstoffreiche Meeresströmungen und Auftrieb-Effekte zurück. Im Persischen Golf und Golf von Oman kam es 2009 (seit Dezember 2008) zu einer massiven Algenblüte durch den Dinoflagellaten Cochlodinium polykrikoides, die zu Fischsterben in natürlichen Populationen und Fischfarmen, Schäden an den Korallenriffen und Problemen bei der Trinkwassergewinnung über Meerwasserentsalzungsanlagen in der gesamten Region führte. Insgesamt waren etwa 1200 Kilometer Küstenlinie betroffen. Frühere Algenblüten im Golf von Oman durch Noctiluca scintillans hatten dort bereits 25-mal zu Fischsterben geführt. Sowohl Häufigkeit wie Stärke der Algenblüten in der Region scheinen zuzunehmen. Wesentliche Ursache scheint zu sein, dass der durch eine Wirbelströmung verursachte natürliche Auftrieb von nährstoffreichem Tiefenwasser durch lokale Meeresverschmutzung und Einschleppung gebietsfremder Dinoflagellaten-Arten noch verstärkt worden ist.
Durch den Anstieg der Gewässertemperaturen infolge der globalen Erwärmung ist mit einer weiteren Zunahme von Algenblüten in Seen und in den Meeren, dort vor allem in den gemäßigten Breiten in Küstennähe, zu rechnen. Beispielsweise bewirkte die marine Hitzewelle „The Blob“, die 2014–2016 vor der Westküste der USA auftrat, eine Blüte giftiger Kieselalgen, die die Fischerei mehrere Monate lang unmöglich machte. In der Arktis kommt es durch den Rückgang des Meereises zu häufigeren Algenblüten. In Muscheln und Meeressäugern wurden dort höhere Belastungen durch Algentoxine festgestellt. Da Cyanobakterien ihrerseits wieder das starke Treibhausgas Methan produzieren, besteht die Möglichkeit, dass es zu einem selbstverstärkenden Effekt kommt, bei der die Erderwärmung zunächst mehr Algenblüten auslöst, die ihrerseits wieder über stärkere Methanproduktion den Klimawandel verstärken. Zudem führt der Klimawandel zu zunehmend extremer verlaufenden Waldbränden, welche wiederum Algenblüten auslösen können.

## Algenblüte in der Aquaristik
Auch in einem Aquarium kann es zu einer Algenblüte kommen. Verursacht wird sie in der Regel durch planktonische Grünalgen. Eine grünliche Trübung des Wassers kann die Sicht im Aquarium stark beeinträchtigen. Zumeist lässt sich die Algenblüte auf ein Überangebot von Nährstoffen, insbesondere Phosphat, zurückführen. Zu den möglichen Maßnahmen gehören daher ausgiebige Teilwasserwechsel. Weitere Maßnahmen sind die Abtötung der Algen durch UV-Klärer außerhalb des Aquariums, z. B. im Aquarienfilter, oder eine Dunkelkur, ein völliges Verdunkeln des Aquariums für mehrere Tage. Vorbeugend wirkt ein Besatz des Aquariums mit schnellwachsenden Pflanzen sowie das Einschränken der Beleuchtungsdauer.